# آخونوو (شهرستان داولکانوفسکی، باشقیرستان)
آخونوو (انگلیسی: Akhunovo, Davlekanovsky District, Republic of Bashkortostan) یک شهرک در شهرستان داولکانوفسکی در استان باشقیرستان کشور روسیه است.